# Todor Diev
Todor Nedyalkov Diev (bulgare : Тодор Диев), né le 28 septembre 1934 à Plovdiv en Bulgarie et mort le 6 janvier 1995, était un footballeur international bulgare.